# Fragmentació IP

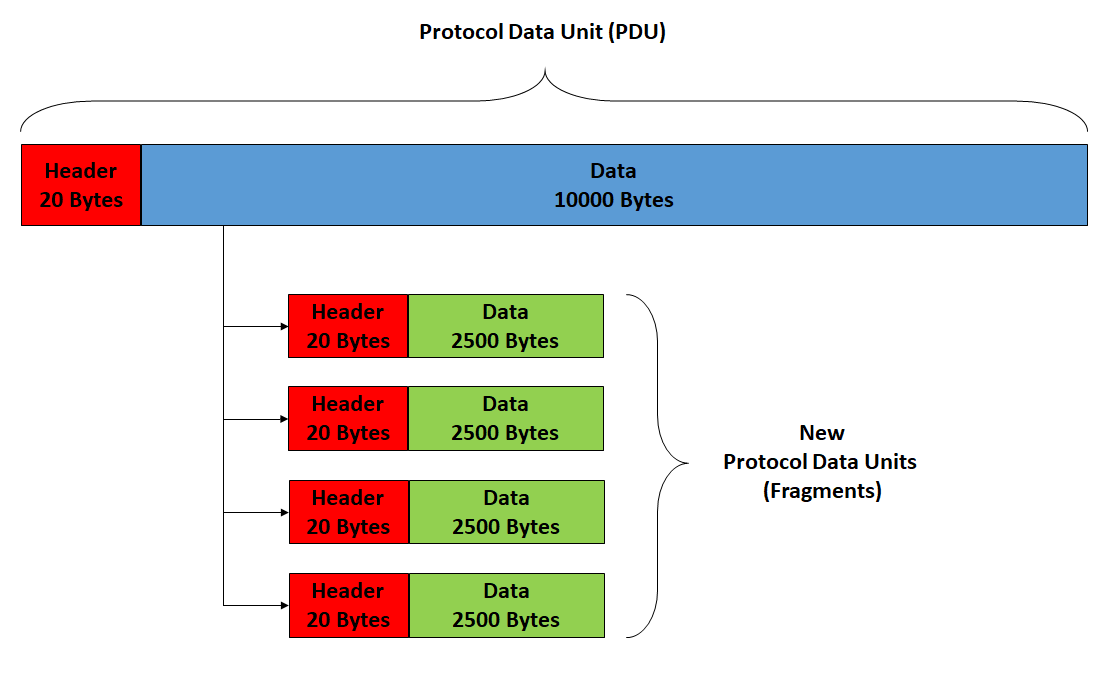
Un exemple de la fragmentació d'una unitat de dades de protocol en una capa determinada en fragments més petits.

La fragmentació IP és un procés de protocol d'Internet (IP) que divideix els paquets en peces més petites (fragments), de manera que les peces resultants puguin passar per un enllaç amb una unitat de transmissió màxima (MTU) més petita que la mida del paquet original. Els fragments són reassemblats per l'amfitrió receptor.
Els detalls del mecanisme de fragmentació, així com l'enfocament arquitectònic general de la fragmentació, són diferents entre IPv4 i IPv6.
RFC 791 describes the procedure for IP fragmentation, and transmission and reassembly of IP packets. RFC 815 describes a simplified reassembly algorithm. The Identification field along with the foreign and local internet address and the protocol ID, and Fragment offset field along with Don't Fragment and More Fragments flags in the IP header are used for fragmentation and reassembly of IP packets.

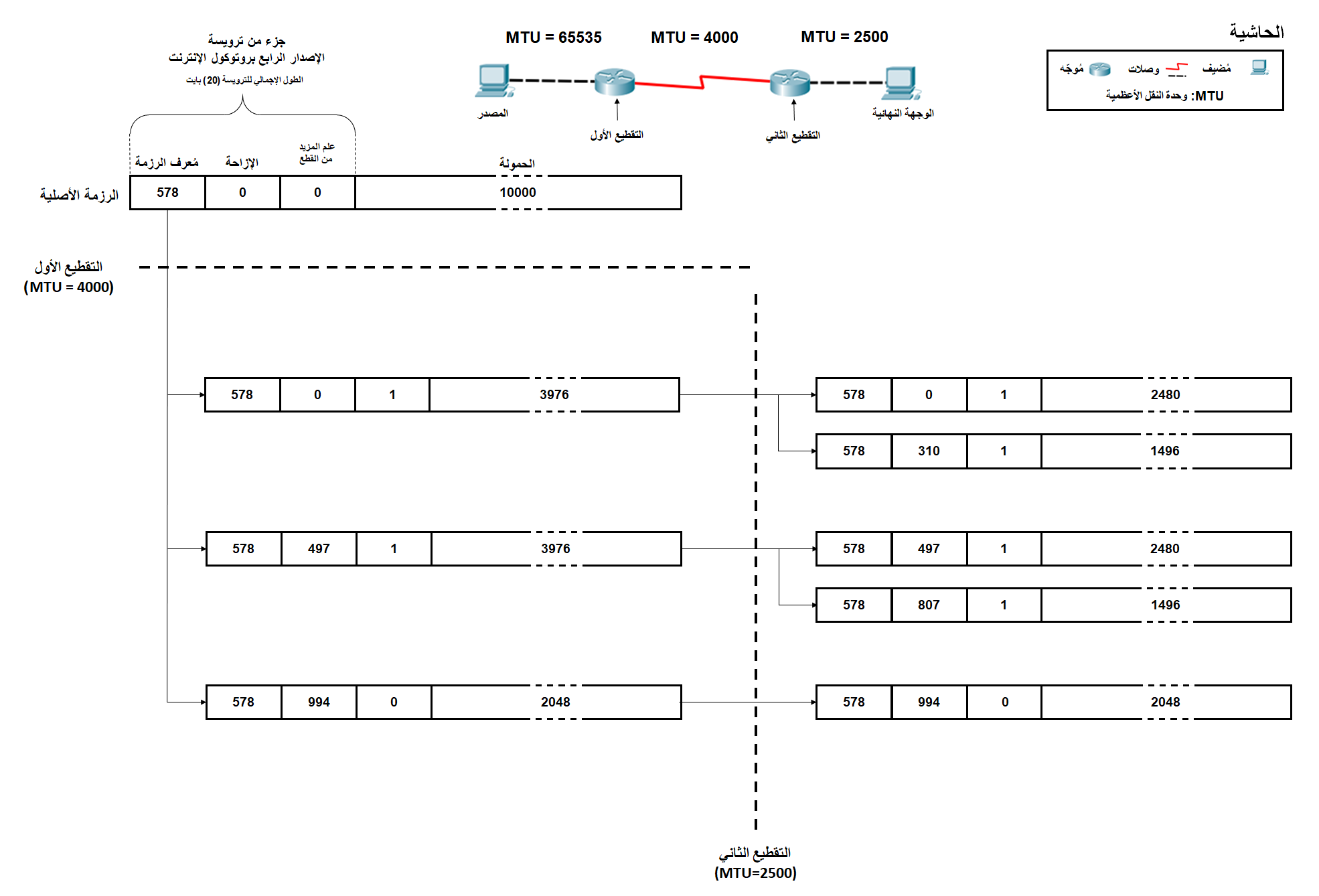
Un exemple de fragmentació múltiple d'IPv4. La fragmentació té lloc a dos nivells: en el primer la unitat màxima de transmissió és de 4000 bytes, i en el segon és de 2500 bytes.

Si un host receptor rep un paquet IP fragmentat, ha de tornar a muntar el paquet i passar-lo a la capa de protocol superior. Es pretén que el remuntatge es produeixi a l'amfitrió receptor, però a la pràctica es pot fer mitjançant un encaminador intermedi, per exemple, la traducció d'adreces de xarxa (NAT) pot necessitar tornar a muntar fragments per traduir fluxos de dades.
Sota IPv4, un encaminador que rep un paquet de xarxa més gran que el MTU del següent salt té dues opcions: deixar anar el paquet si el bit de senyalització No fragmentar (DF) està establert a la capçalera del paquet i enviar un protocol de missatges de control d'Internet (ICMP). missatge que indica la condició de fragmentació necessària (tipus 3, codi 4) o fragmentar el paquet i enviar-lo a través de l'enllaç amb una MTU més petita. Tot i que els originadors poden produir paquets fragmentats, els encaminadors IPv6 no tenen l'opció de fragmentar-se més. En comptes d'això, cal que l'equip de xarxa proporcioni paquets o fragments de paquets IPv6 inferiors o iguals a 1280 bytes i calen amfitrions IPv6 per determinar la MTU òptima a través de Path MTU Discovery abans d'enviar paquets.